# Poieni
Poieni est une commune de Transylvanie, en Roumanie, dans le județ de Cluj. Elle est composée des villages de Poieni, Bologa, Cerbești, Hodișu, Lunca Vișagului, Morlaca, Tranișu, Valea Drăganului, Colonia Zărnișoara.